# Taksonomia Flynna
Taksonomia Flynna – klasyfikacja architektur komputerowych, zaproponowana w 1966 i rozszerzona w 1972 przez Michaela Flynna, opierająca się na liczbie przetwarzanych strumieni danych i strumieni rozkazów.
W taksonomii tej wyróżnia się cztery grupy:
- SISD (ang. single instruction, single data) – przetwarzany jest jeden strumień danych przez jeden wykonywany program – komputery skalarne (sekwencyjne).
- SIMD (ang. single instruction, multiple data) – przetwarzanych jest wiele strumieni danych przez jeden wykonywany program – tzw. komputery wektorowe.
- MISD (ang. multiple instruction, single data) – wiele równolegle wykonywanych programów przetwarza jednocześnie jeden wspólny strumień danych. W zasadzie jedynym zastosowaniem są systemy wykorzystujące redundancję (wielokrotne wykonywanie tych samych obliczeń) do minimalizacji błędów.
- MIMD (ang. multiple instruction, multiple data) – równolegle wykonywanych jest wiele programów, z których każdy przetwarza własne strumienie danych – przykładem mogą być komputery wieloprocesorowe, a także klastry i gridy.

SISD
SIMD
MISD
MIMD